# Änglarnas språk
Änglarnas språk är den svenska folkmusikgruppen Sågskäras andra studioalbum, utgivet 1992 på skivbolaget Drone Music. På albumet medverkar en trio från Sågskära: Magnus Gustafsson, Marie Länne Persson och Toste Länne. Mats Wester, Mikael Marin och Jonas Stadling medverkar som gästmusiker.

## Låtlista
Där inte annat anges är text och musik trad.
1. "Östgötasverpen" (efter Lasse i Svarven)
2. "Israels barn" (efter Kongen af Trehörna)
3. "1001" (efter Lorens Brolin)
4. "Bodisko" (efter Gotthard Sjöman)
5. "Barockpolskan" (efter Lasse i Svarven)
6. "Luring 2" (efter Luringen, Spel-Bengten)
7. "Östra Ryd" (efter Anders Larsson)
8. "Smålandshurven" (efter Anders Dahlgren)
9. "Duråmoll" (efter Luvig Olsson)
10. "Luring 1" (efter Luringen, Spel-Bengten)
11. "Didans" (efter August Bengtsson)
12. "Sven Nordman"
13. "Polska från Vetlanda ur Topographica Smolandiae"
14. "Eskilskulla" (efter Magnus Andersson)
15. "Sunhultspolskan"
16. "Svenarumspolskan"
17. "Getpigan" (efter Halta-Kajsa)
18. "Midsommarvalsen" (efter August Strömberg)

## Medverkande

### Sågskära
- Magnus Gustafsson – fiol, sång
- Marie Länne Persson – gitarr, sång, harpa
- Toste Länne – fiol

### Gästmusiker
- Mikael Marin – altfiol
- Jonas Stadling – trummor
- Mats Wester – synthar